# Badama
Badama (arab. بداما) – miasto w Syrii, w muhafazie Idlib. W 2004 roku liczyło 4162 mieszkańców.
Siedziba poddystryktu Badama.